# Drużynowe Mistrzostwa Świata Juniorów na Żużlu 2013
Drużynowe Mistrzostwa Świata Juniorów na Żużlu 2013 (DMŚJ) – cykl turniejów żużlowych, mających wyłonić najlepszą drużynę narodową (do lat 21) w sezonie 2013. Po raz drugi w historii złote medale zdobyli reprezentanci Danii.

## Finał
- Pardubice (Plochodrážní stadion Svítkov), 28 września 2013

| Msc |                                                                           | Drużyna / Zawodnik                                 | Biegi     | Punkty |
| --- | ------------------------------------------------------------------------- | -------------------------------------------------- | --------- | ------ |
| 1   |                                                                           | Dania                                              | Dania     | 42     |
| 1   | Michael Jepsen Jensen Mikkel Michelsen Mikkel Bech Jensen Nicklas Porsing | (1,3,3,6!,0,3) (3,3,2,2,1) (3,0,d,2,3) (1,2,1,–,3) | 16 11 8 7 |        |
| 2   |                                                                           | Polska                                             | Polska    | 41     |
| 2   | Patryk Dudek Paweł Przedpełski Piotr Pawlicki Bartosz Zmarzlik            | (2,1,3,2,2) (2,2,3,1,2) (2,3,2,1,w) (3,3,3,1,3)    | 10 8 13   |        |
| 3   |                                                                           | Czechy                                             | Czechy    | 24     |
| 3   | Václav Milík Zdeněk Holub Roman Čejka Eduard Krčmář                       | (1,2,2,6!,3,2) (0,1,1,0,1) (0,0,1,–,0) (0,2,0,2,0) | 16 3 1 4  |        |
| 4   |                                                                           | Australia                                          | Australia | 20     |
| 4   | Tyson Nelson Darcy Ward Alex Davies Nick Morris                           | (1,0,0,1,0) (3,2!,1,3,2) (0,1,2,0,1) (2,0,0,0,1)   | 2 11 4 3  |        |

Bieg po biegu:
1. Zmarzlik, Morris, Jepsen Jensen, Holub
2. Michelsen, Pawlicki, Milík, Davies
3. Ward, Dudek, Porsing, Čejka
4. Bech Jensen, Przedpełski, Nelson, Krčmář
5. Michelsen, Krčmář, Dudek, Morris
6. Jepsen Jensen, Przedpełski, Davies, Čejka
7. Zmarzlik, Milík, Ward (2!), Bech Jensen
8. Pawlicki, Porsing, Holub, Nelson
9. Przedpełski, Milík, Porsing, Morris
10. Dudek, Davies, Holub, Bech Jensen (d)
11. Jepsen Jensen, Pawlicki, Ward, Krčmář
12. Zmarzlik, Michelsen, Čejka, Nelson
13. Jepsen Jensen (6!), Krčmář, Zmarzlik, Davies
14. Milík (6!), Bech Jensen, Pawlicki, Morris
15. Ward, Michelsen, Przedpełski, Holub
16. Milík, Dudek, Nelson, Jepsen Jensen
17. Porsing, Przedpełski, Holub, Nelson
18. Bech Jensen, Milík, Morris, Pawlicki (w)
19. Jepsen Jensen, Dudek, Davies, Krčmář
20. Zmarzlik, Ward, Michelsen, Čejka